# Tipula austroandina
Tipula austroandina är en tvåvingeart som beskrevs av Alexander 1929. Tipula austroandina ingår i släktet Tipula och familjen storharkrankar. Inga underarter finns listade i Catalogue of Life.